# Cayman Islands Premier League
Cayman Islands Premier League är högstaligan i fotboll på Caymanöarna, ligan grundades 1980 och den första säsongen sparkade igång samma år.

## Mästare
- 1980/81 — Yama Sun Oil
- 1981/82 — Okänd
- 1982/83 — Okänd
- 1983/84 — St. George's
- 1984/85 — Mont Joly
- 1985–96 — Okänd
- 1996/97 — George Town
- 1997/98 — Scholars International
- 1998/99 — George Town
- 1999/00 — Western Union
- 2000/01 — Scholars International
- 2001/02 — George Town
- 2002/03 — Scholars International
- 2003/04 — Latinos
- 2004/05 — Western Union
- 2005/06 — Scholars International
- 2006/07 — Scholars International
- 2007/08 — Scholars International
- 2008/09 — Elite
- 2009/10 — Scholars International
- 2010/11 — Elite
- 2011/12 — Scholars International
- 2012/13 — Bodden Town
- 2013/14 — Bodden Town
- 2014/15 — Scholars International
- 2015/16 — Scholars International
- 2016/17 — Bodden Town
- 2017/18 — Scholars International
- 2018/19 — Scholars International
- 2019/20 —